# Étalans
Étalans község Franciaország Burgundia-Franche-Comté régiójában, Doubs megyében. Új községként 2017. január 1-jén jött létre a korábbi Étalans, Charbonnières-les-Sapins és Verrières-du-Grosbois község egyesítésével. A korábbi községek egyesülésekor az új község lélekszáma 1486 fő lett. Lakosainak száma 1648 fő (2022. január 1.).

## Népesség
| Lakosok száma | 1490 | 1550 | 1573 | 1595 | 1607 | 1618 | 1648 |
|               | 2015 | 2017 | 2018 | 2019 | 2020 | 2021 | 2022 |